# Jeruzalem (Słowenia)
Jeruzalem – wieś w Słowenii, w gminie Ljutomer. W 2018 roku liczyła 31 mieszkańców.